# Росново (Великопольське воєводство)
Росново (пол. Rosnowo) — село в Польщі, у гміні Коморники Познанського повіту Великопольського воєводства.
Населення — 95 осіб (2011).
У 1975-1998 роках село належало до Познанського воєводства.

## Демографія
Демографічна структура станом на 31 березня 2011 року:
|          | Загалом | Допрацездатний вік | Працездатний вік | Постпрацездатний вік |
| -------- | ------- | ------------------ | ---------------- | -------------------- |
| Чоловіки | 50      | 10                 | 38               | 2                    |
| Жінки    | 45      | 8                  | 32               | 5                    |
| Разом    | 95      | 18                 | 70               | 7                    |